# Písařov
Písařov är en ort i Tjeckien.   Den ligger i regionen Olomouc, i den östra delen av landet, 170 km öster om huvudstaden Prag. Písařov ligger 544 meter över havet och antalet invånare är 703.
Terrängen runt Písařov är lite kuperad.Runt Písařov är det ganska tätbefolkat, med 104 invånare per kvadratkilometer. Närmaste större samhälle är Šumperk, 12,8 km öster om Písařov. Omgivningarna runt Písařov är en mosaik av jordbruksmark och naturlig växtlighet.